# Championnats du monde de course en ligne de canoë-kayak de 2003
Navigation
Édition précédente Édition suivante
Les trente-troisièmes championnats du monde de course en ligne de canoë-kayak se sont déroulés à Gainesville (États-Unis) en 2003.

## Podiums

### Hommes

#### Canoë
| Epreuve    | Or                                                                     | Temps    | Argent                                                                    | Temps    | Bronze                                                                  | Temps    |
| C-1 200 m  | Maxim Opalev (RUS)                                                     | 40.896   | Martin Doktor (CZE)                                                       | 40.929   | Andreas Dittmer (GER)                                                   | 40.962   |
| C-1 500 m  | Andreas Dittmer (GER)                                                  | 1:47.277 | Maxim Opalev (RUS)                                                        | 1:47.488 | Martin Doktor (CZE)                                                     | 1:48.030 |
| C-1 1000 m | Andreas Dittmer (GER)                                                  | 3:52.482 | David Cal (ESP)                                                           | 3:53.406 | Maxim Opalev (RUS)                                                      | 3:55.299 |
| C-2 200 m  | Pologne Paweł Baraszkiewicz Daniel Jedraszsko                          | 37.972   | Tchéquie Petr Fuksa Petr Netusil                                          | 38.012   | Ukraine Sergey Klimniuk Dmitriy Sabin                                   | 38.230   |
| C-2 500 m  | Pologne Paweł Baraszkiewicz Daniel Jedraszsko                          | 1:39.194 | Roumanie Silviu Simioncencu Florin Popescu                                | 1:40.824 | Cuba Ibrahim Rojas Leobaldo Pereira                                     | 1:41.136 |
| C-2 1000 m | Roumanie Silviu Simioncencu Florin Popescu                             | 3:34.932 | Russie Aleksandr Kovalyov Aleksandr Kostoglod                             | 3:35.325 | Hongrie György Kozmann György Kolonics                                  | 3:35.428 |
| C-4 200 m  | Hongrie Sandor Malomskoi Laszlo Vasali György Kozmann György Kolonics  | 34.737   | Tchéquie Petr Fuksa Petr Netusil Jan Brecka Kari Kozisek                  | 35.105   | Roumanie Silviu Simioncencu Mitica Pricop Florin Popescu Petra Condrat  | 35.610   |
| C-4 500 m  | Roumanie Silviu Simioncencu Florin Popescu Mitica Pricop Petre Condrat | 1:32.022 | Pologne Adam Ginter Lukasz Woszczynski Marcin Grzybowski Michal Sliwinski | 1:32.185 | Hongrie Csaba Hüttner Martin Joób Imre Pulai Ferenc Novák               | 1:33.506 |
| C-4 1000 m | Hongrie Csaba Hüttner Gábor Furdok Imre Pulai Ferenc Novák             | 3:22.090 | Canada Attila Buday Tamas Buday, Jr. Maxim Boilard Dimitri Joukovski      | 3:22.332 | Pologne Andrzej Jezierski Roman Rynkiewicz Adam Ginter Wojech Tyszinski | 3:22.446 |

#### Kayak
| Epreuve    | Or                                                                            | Temps    | Argent                                                              | Temps    | Bronze                                                                       | Temps    |
| K-1 200 m  | Ronald Rauhe (GER)                                                            | 35.798   | Vince Fehérvári (AUS)                                               | 36.411   | Anton Ryakhov (UZB)                                                          | 36.417   |
| K-1 500 m  | Nathan Baggaley (AUS)                                                         | 1:37.541 | Carlos Pérez (ESP)                                                  | 1:37.961 | Lutz Altepost (GER)                                                          | 1:38.077 |
| K-1 1000 m | Ben Fouhy (NZL)                                                               | 3:28.852 | Adam van Koeverden (CAN)                                            | 3:29.720 | Nathan Baggaley (AUS)                                                        | 3:29.909 |
| K-2 200 m  | Lituanie Alvydas Duonela Egidijus Balciunas                                   | 32.972   | Pologne Marek Twardowski Adam Wysocki                               | 33.154   | Allemagne Ronald Rauhe Tim Wieskötter                                        | 33.385   |
| K-2 500 m  | Allemagne Ronald Rauhe Tim Wieskötter                                         | 1:27.974 | Biélorussie Roman Piatrushenko Vadzim Makhneu                       | 1:28.954 | Lituanie Alvydas Duonela Egidijus Balciunas                                  | 1:29.205 |
| K-2 1000 m | Suède Markus Oscarsson Henrik Nilsson                                         | 3:14.157 | Belgique Bob Maesen Wouter d'Haene                                  | 3:14.690 | Allemagne Tim Huth Marco Herszel                                             | 3:15.142 |
| K-4 200 m  | Ukraine Oleksey Slivinskiy Mykhaylo Luchnik Mykola Zalchenkov Andriy Borzukov | 31.136   | Roumanie Vasile Curuzan Marian Babin Alexandru Ceausu Nicu Serban   | 31.168   | Espagne Manuel Muñoz Jaime Acuña Aike González Oier Aizpurua                 | 31.260   |
| K-4 500 m  | Slovaquie Richard Riszdorfer Michal Riszdorfer Erik Vlcek Juraj Baca          | 1:20.409 | Roumanie Vasile Curuzan Marian Babin Alexandru Ceausu Nicu Serban   | 1:21.353 | Russie Aleksandr Ivannik Anatoliy Tishchenko Oleg Gorobiy Vladimir Gurhsikin | 1:21.408 |
| K-4 1000 m | Slovaquie Richard Riszdorfer Michal Riszdorfer Erik Vlcek Juraj Baca          | 2:55.291 | Hongrie Zoltán Kammerer Ákos Vereckei Roland Kökény Krisztián Veréb | 2:56.795 | Allemagne Andreas Ihle Mark Zabel Björn Bach Stefan Ulm                      | 2:57.048 |

### Femmes

#### Kayak
| Epreuve    | Or                                                                    | Temps    | Argent                                                                           | Temps    | Bronze                                                                            | Temps    |
| K-1 200 m  | Caroline Brunet (CAN)                                                 | 41.344   | María Teresa Portela (ESP)                                                       | 41.600   | Tímea Paksy (HUN)                                                                 | 42.298   |
| K-1 500 m  | Katalin Kovács (HUN)                                                  | 1:48.996 | Caroline Brunet (CAN)                                                            | 1:49.778 | Aneta Pastuszka (POL)                                                             | 1:49.785 |
| K-1 1000 m | Katalin Kovács (HUN)                                                  | 4:00.955 | Katrin Wagner (GER)                                                              | 4:02.122 | Lior Karmi (ISR)                                                                  | 4:03.104 |
| K-2 200 m  | Hongrie Tímea Paksy Melinda Patyi                                     | 38.292   | Espagne María Teresa Portela Beatriz Manchón                                     | 38.521   | Pologne Aneta Pastuszka Beata Sokolowska-Kulesza                                  | 38.528   |
| K-2 500 m  | Hongrie Szilvia Szabó Kinga Bota                                      | 1:39.984 | Bulgarie Bonka Pindzeva Delyana Dacheva                                          | 1:40.937 | Pologne Beata Sokolowska-Kulesza Joanna Skowron                                   | 1:41.577 |
| K-2 1000 m | Hongrie Tímea Paksy Dalma Benedek                                     | 3:41.540 | Allemagne Nadine Opgen-Rhein Manuela Mucke                                       | 3:41.636 | Canada Caroline Brunet Mylanie Barre                                              | 3:42.752 |
| K-4 200 m  | Hongrie Natasa Janics Szilvia Szabó Erzsébet Viski Kinga Bota         | 35.665   | Espagne Maria Garcia Suarez Beatriz Manchón Jana Smidakova María Teresa Portela  | 35.939   | Pologne Karolina Sadalska Aneta Pastuszka Beata Sokolowska-Kulesza Joanna Skowron | 36.118   |
| K-4 500 m  | Hongrie Katalin Kovács Szilvia Szabó Erzsébet Viski Kinga Bota        | 1:31.632 | Pologne Karolina Sadalska Malgorzata Czajczynska Aneta Bialkowska Joanna Skowron | 1:33.573 | Espagne Maria Garcia Beatriz Manchón Jana Smidakova María Teresa Portela          | 1:33.742 |
| K-4 1000 m | Hongrie Eszter Rasztótsky Kinga Dékány Kristina Fazekas Natasa Janics | 3:13.296 | Ukraine Olena Cherevatova Tatyana Semikina Mariya Ralcheva Inna Osypenko         | 3:16.389 | Australie Paula Harvey Chantal Meek Amanda Rankin Katrin Kieseler                 | 3:16.870 |

## Tableau des médailles
| Rang  | Nation           | Or | Argent | Bronze | Total |
| ----- | ---------------- | -- | ------ | ------ | ----- |
| 1     | Hongrie          | 10 | 1      | 3      | 14    |
| 2     | Allemagne        | 4  | 2      | 5      | 11    |
| 3     | Pologne          | 2  | 3      | 5      | 10    |
| 4     | Roumanie         | 2  | 3      | 1      | 6     |
| 5     | Slovaquie        | 2  | 0      | 0      | 2     |
| 6     | Canada           | 1  | 3      | 1      | 5     |
| 7     | Russie           | 1  | 2      | 2      | 5     |
| 8     | Australie        | 1  | 1      | 2      | 4     |
| 9     | Ukraine          | 1  | 1      | 1      | 3     |
| 10    | Lituanie         | 1  | 0      | 1      | 2     |
| 11    | Nouvelle-Zélande | 1  | 0      | 0      | 1     |
| 12    | Suède            | 1  | 0      | 0      | 1     |
| 13    | Espagne          | 0  | 5      | 2      | 7     |
| 14    | Tchéquie         | 0  | 3      | 1      | 4     |
| 15    | Biélorussie      | 0  | 1      | 0      | 1     |
| 16    | Belgique         | 0  | 1      | 0      | 1     |
| 17    | Bulgarie         | 0  | 1      | 0      | 1     |
| 18    | Cuba             | 0  | 0      | 1      | 1     |
| 19    | Israël           | 0  | 0      | 1      | 1     |
| 20    | Ouzbékistan      | 0  | 0      | 1      | 1     |
| Total | Total            | 27 | 27     | 27     | 81    |